# Grzegorz Fitelberg

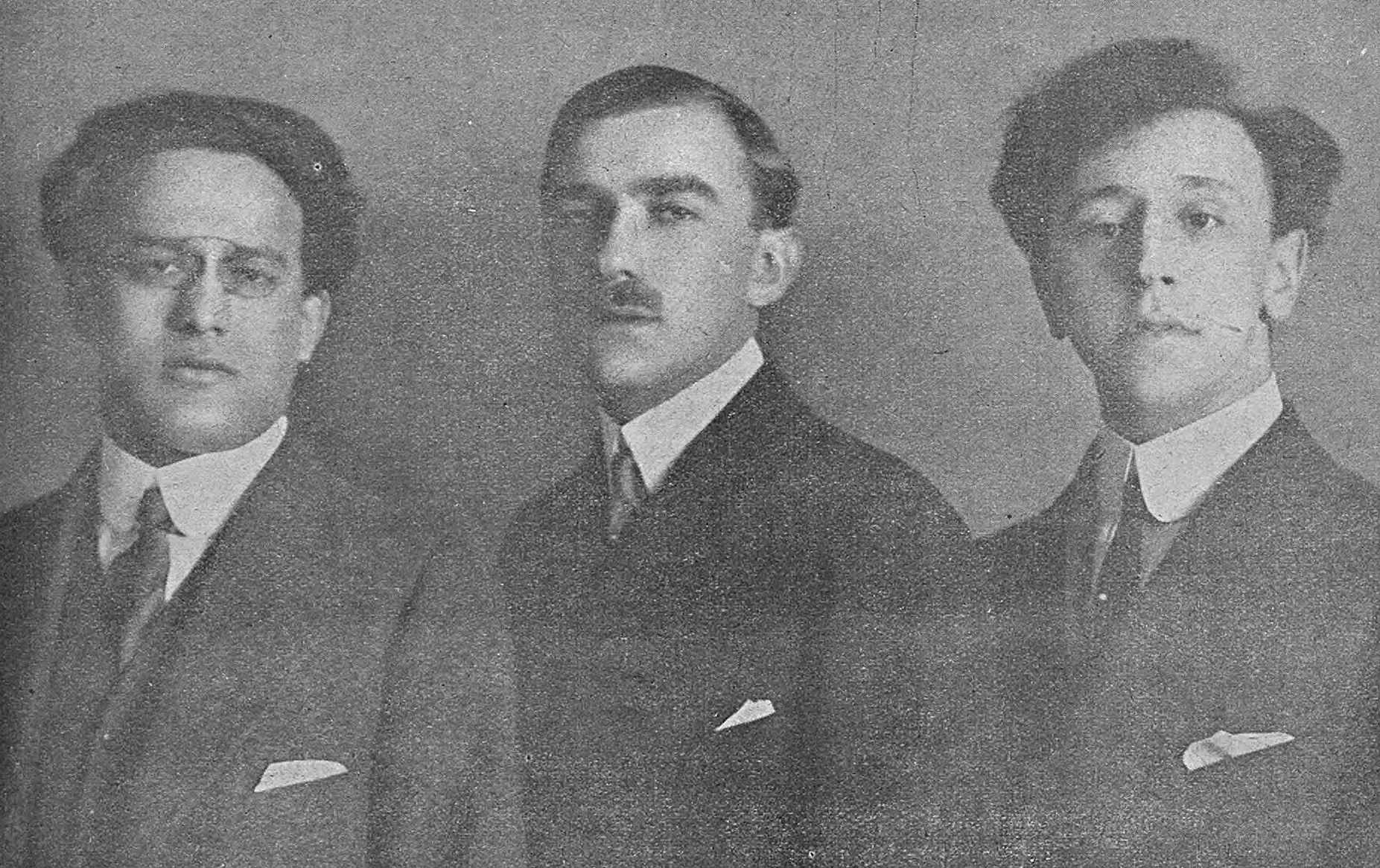
Grzegorz Fitelberg, Karol Szymanowski, Artur Rubinstein (1912)

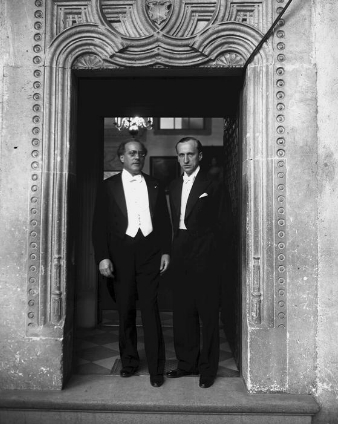
Grzegorz Fitelberg z Henrykiem Sztompką na Wawelu (1937)

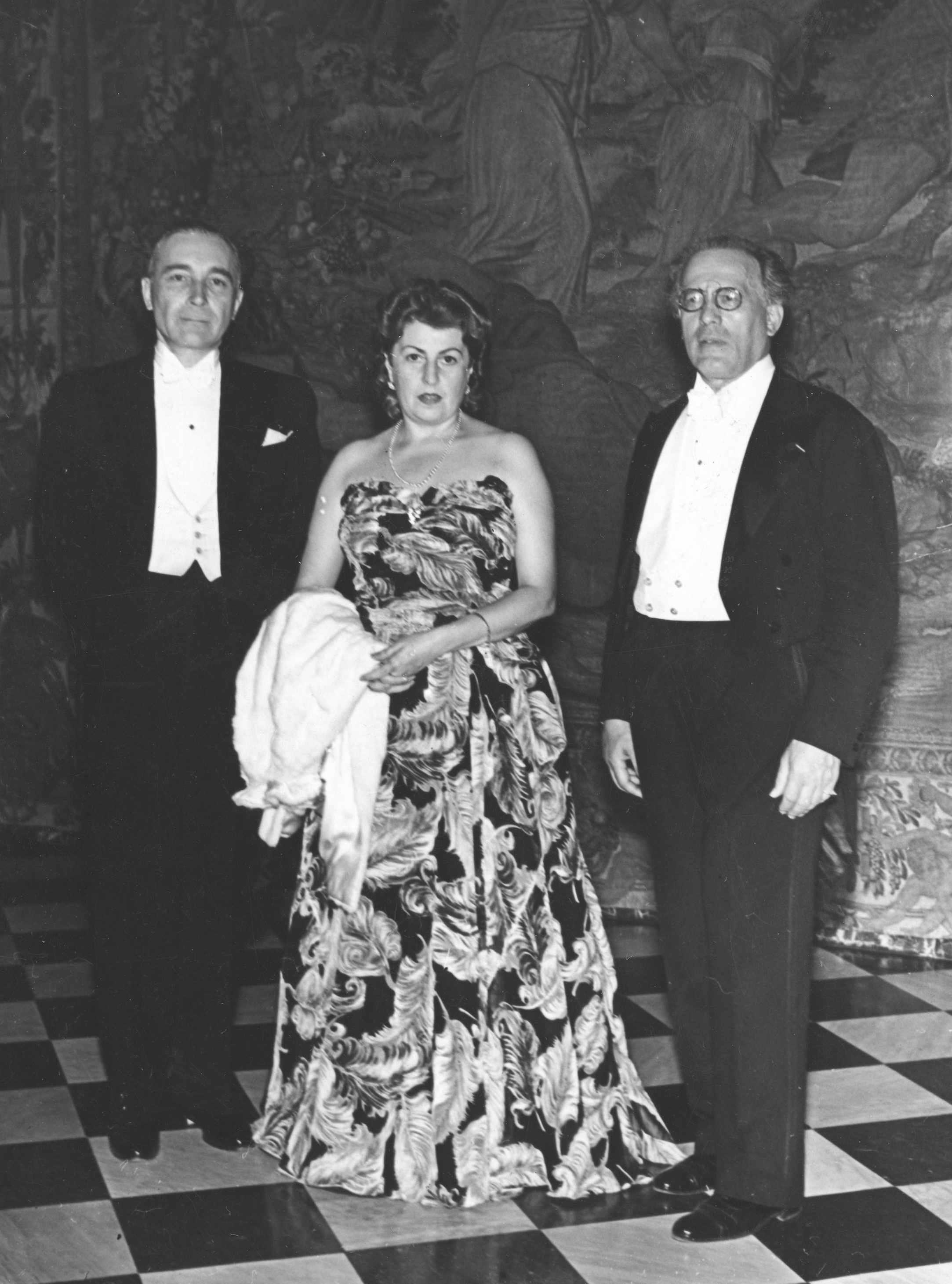
Grzegorz Fitelberg w towarzystwie Józefa Śmidowicza (z lewej) i Ewy Bandrowskiej-Turskiej (czerwiec 1939).

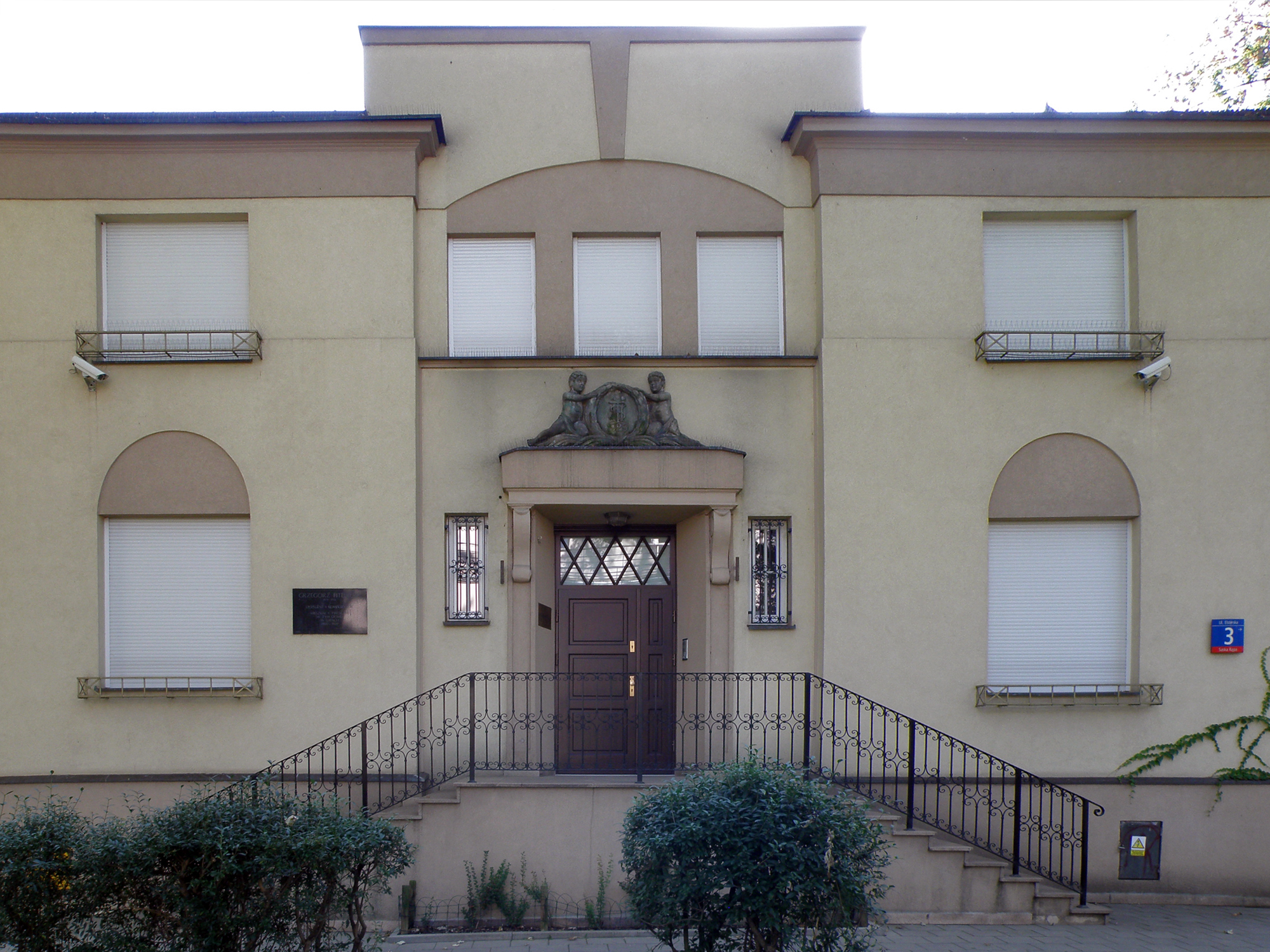
Dom przy ul. Elsterskiej 3 w Warszawie, w którym Grzegorz Fitelberg mieszkał wraz z Haliną Szmolcówną

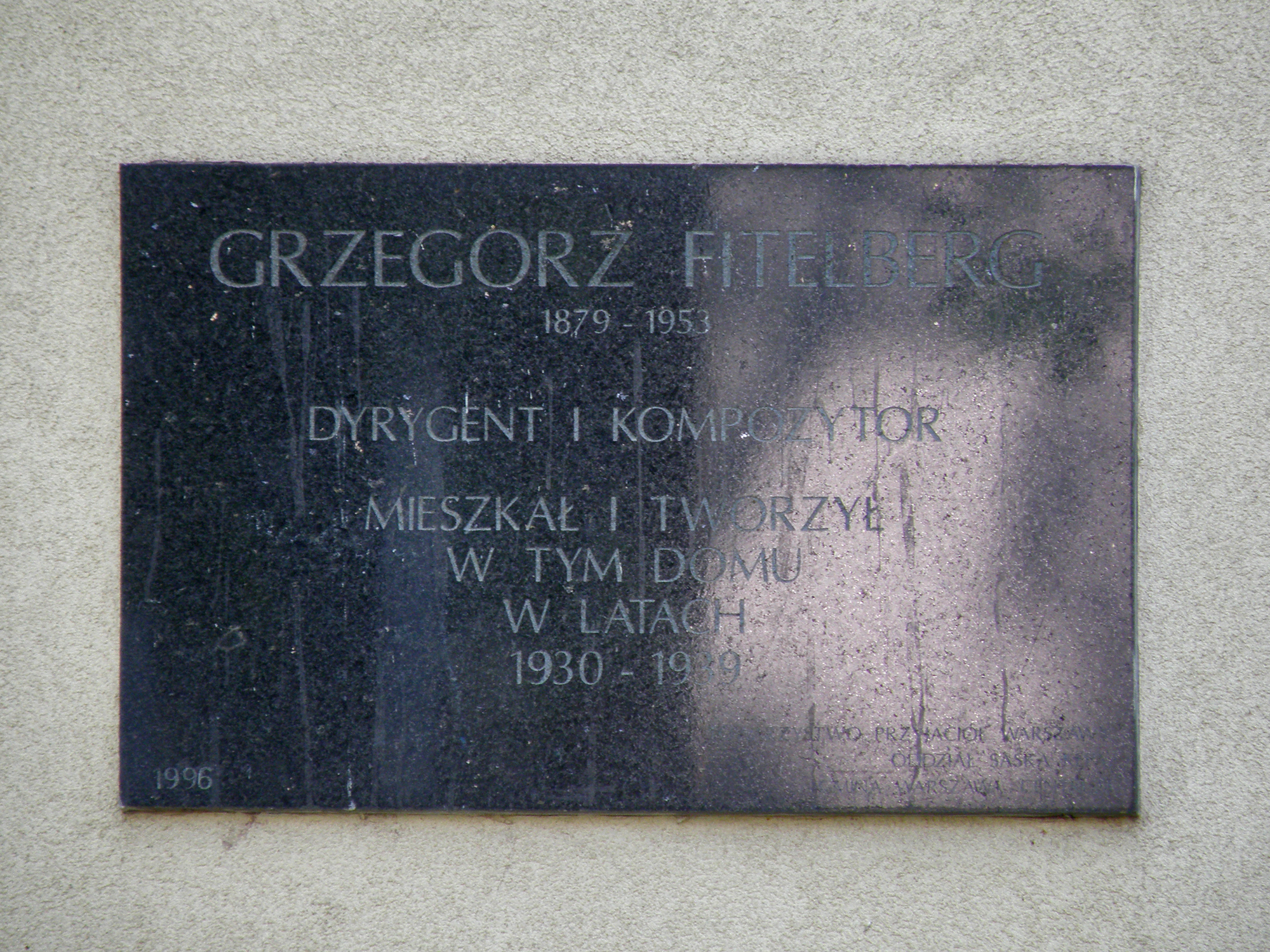
Tablica pamiątkowa na domu przy ul. Elsterskiej 3 w Warszawie

Grzegorz Fitelberg (ur. 18 października 1879 w Dyneburgu, zm. 10 czerwca 1953 w Katowicach) – polski dyrygent, kompozytor i skrzypek.

## Życiorys
Urodził się w żydowskiej rodzinie Hozjasza Fitelberga, kapelmistrza orkiestry pułku kozackiego, i Loty z domu Pinzl vel Pintzow. W latach 1891–1896 odbył studia w Instytucie Muzycznym w Warszawie pod kierunkiem Stanisława Barcewicza (skrzypce) i Zygmunta Noskowskiego (kompozycja). W 1896 został skrzypkiem orkiestry Teatru Wielkiego w Warszawie, a od 1901 był ponadto koncertmistrzem (w 2. grupie skrzypków) Filharmonii Warszawskiej. Wówczas zwrócił na siebie uwagę jako kompozytor: 1898 zdobył I nagrodę na konkursie imienia Ignacego Paderewskiego w Lipsku za Sonatę a-moll na skrzypce i fortepian. W 1901 analogiczny sukces przyniosło mu na konkursie hrabiego Maurycego Zamoyskiego w Warszawie Trio f-moll na skrzypce, wiolonczelę i fortepian. W sezonie 1904/1905 zadebiutował w Filharmonii Warszawskiej jako dyrygent.
Dalsza działalność artystyczna Fitelberga rozwijała się pod znakiem znajomości (od 1901), a następnie przyjaźni i współpracy z Karolem Szymanowskim. W 1905 współorganizował z nim i prowadził Spółkę Nakładową Młodych Kompozytorów Polskich. W 1906 dyrygował pierwszymi koncertami Młodej Polski, w Warszawie (6 lutego) i Berlinie (30 marca), na których – obok utworów Szymanowskiego, Karłowicza, Różyckiego i Szeluty – wykonał własny poemat symfoniczny Pieśń o sokole. W sezonie 1906/1907 wystąpił kilkakrotnie w filharmonii w Berlinie, dyrygując poematami symfonicznymi Richarda Straussa, a w następnym sezonie prowadził polskie prawykonanie Salome tego kompozytora w Teatrze Wielkim w Warszawie. W latach 1908–1911 stał na czele Filharmonii Warszawskiej, występując zarazem gościnnie w Berlinie, Lipsku, Dreźnie i Wiedniu. Latem 1910 prowadził orkiestrę w Majorenhofie k. Rygi, gdzie 12 września wykonał próbnie część 1 nieukończonej jeszcze II Symfonii Szymanowskiego; w całości utwór ten (jemu dedykowany) przedstawił 7 kwietnia 1911 w Filharmonii Warszawskiej. W latach 1912–1913 był dyrygentem Hofoper w Wiedniu; występował tu także z orkiestrą Konzertverein, z którą 25 i 26 kwietnia 1912 gościł w Krakowie.
W 1913 powrócił na krótko do Warszawy, a następnie na zaproszenie Siergieja Kusewickiego udał się do Rosji. W latach 1914–1919 działał w Piotrogrodzie: 19 listopada 1914 dyrygował koncertem muzyki polskiej (Moniuszko, Fitelberg, Karłowicz, Szymanowski), następnie prowadził orkiestrę teatru Muzykalnaja Drama oraz orkiestrę Teatru Maryjskiego i Michajłowskiego. Od 1917 dyrygował również Orkiestrą Państwową, a po wyjeździe Kusewickiego (1920) stanął na jej czele. W sezonie 1920/1921 był dyrygentem Teatru Wielkiego w Moskwie. W 1921 – po krótkim pobycie w kraju – objął stanowisko dyrygenta Baletów Rosyjskich Siergieja Diagilewa. Współpracował z tym zespołem do 1924, dyrygując na zmianę z Ernestem Ansermetem i Eugene Goossensem m.in. w Paryżu, Londynie, Monte Carlo i Brukseli; 3 czerwca 1922 dyrygował prawykonaniem Mawry Strawińskiego w paryskiej Operze. W latach 1924–1934 kierował Filharmonią Warszawską oraz współpracował z Teatrem Wielkim w Warszawie; 1926–1933 wystawił opery: Złoty kogucik Rimskiego-Korsakowa, Beatrix Cenci Różyckiego, Demon Rubinsteina, Faust Gounoda, Carmen Bizeta, Eugeniusz Oniegin Czajkowskiego, Cyganeria Pucciniego. Występował także za granicą, m.in. w 1925 dał serię koncertów w Teatro Colón w Buenos Aires, w 1929 wystawił opery Borodina, Musorgskiego i Rimskiego-Korsakowa w Opéra Privé de Paris, z którą odbył tournée po krajach Ameryki Łacińskiej. W 1929 wybudował willę w Warszawie na Saskiej Kępie przy ul. Elsterskiej 3, w której mieszkał wraz z Haliną Szmolcówną. W latach 1934–1939 zorganizował i prowadził Orkiestrę Symfoniczną Polskiego Radia w Warszawie. Oprócz stałych koncertów radiowych występował z tym zespołem na koncertach publicznych w Warszawie i Krakowie (koncerty wawelskie w latach 1936–1939), a także na Wystawie Światowej w Paryżu (1937), gdzie orkiestra zdobyła złoty medal.
W listopadzie 1939 Fitelberg opuścił Warszawę i – w dramatycznych okolicznościach, przez Wiedeń i Mediolan – udał się do Paryża. W 1940 wystąpił tu kilkakrotnie oraz dał szereg koncertów w Bristolu (dla BBC), Londynie i Hadze na rzecz polskich ofiar wojny. W listopadzie 1940 wyjechał do Ameryki Południowej; 1940/41 był dyrygentem w Teatro Colón w Buenos Aires. Lata 1942–1945 spędził w USA, podejmując się różnych zajęć (instrumentowanie, dyrygowanie) i godząc się na artystyczne kompromisy. „Dobre koncerty” – jak pisał 6 listopada 1945 do Stefana Spiessa – miał jedynie w Montrealu, Toronto oraz w Nowym Jorku z Witoldem Małcużyńskim i Bronisławem Hubermanem (Bach, Beethoven, Szymanowski).
W 1946 powrócił do Europy, gdzie rozwinął ożywioną działalność koncertową, zwłaszcza w Wielkiej Brytanii, krajach niderlandzkich i skandynawskich. W październiku 1946 w Krakowie poprowadził swój pierwszy koncert po powrocie do kraju (Epizod na maskaradzie Karłowicza, Koncert skrzypcowy Palestra, Harnasie Szymanowskiego). W 1947 objął dyrekcję Wielkiej Orkiestry Symfonicznej Polskiego Radia w Katowicach. Z orkiestrą tą występował również w Warszawie, Wrocławiu, Krakowie oraz w Czechosłowacji (1948), Rumunii i na Węgrzech (1950). W ostatnich latach współpracował ze swoim następcą, Janem Krenzem. Fitelberg zajmował się także dydaktyką: w latach 1927–1930 prowadził klasę dyrygentury i orkiestry w konserwatorium w Warszawie, w sezonie 1950/51 był profesorem Państwowej Wyższej Szkoły Muzycznej w Katowicach. Do jego uczniów należeli m.in. Mieczysław Mierzejewski, Marian Neuteich, Olgierd Straszyński oraz Karol Stryja, który był inicjatorem Międzynarodowego Konkursu Dyrygentów im. Grzegorza Fitelberga.
Był trzykrotnie żonaty. Z pierwszego małżeństwa z Natalią Landau (ur. 1884) miał syna Jerzego (1903–1951), kompozytora. Drugie dziecko, córka Astrid Neuhaus-Schmidt (ur. 1910), w przyszłości pianistka, urodziła się ze związku nieformalnego z rosyjską pianistką Natalią Neuhaus (1884–1960). Drugą żoną Fitelberga została wybitna polska tancerka Halina Szmolcówna (1892–1939), która współpracowała z Ballets Russes. Po raz trzeci Fitelberg ożenił się w 1940 z Zofią Reicherówną (1903–1972).
Zmarł 10 czerwca 1953 roku w Katowicach. Jego prochy spoczywają w Alei Zasłużonych cmentarza Wojskowego na Powązkach (kwatera A24-tuje-16).

## Fitelberg a nowa muzyka polska

### Prawykonania
Fitelberg był pierwszym wykonawcą wielu utworów, m.in.:
(uwaga: w nawiasach podano rok prawykonania, a nie skomponowania utworu)
- Mieczysława Karłowicza:
  - Odwieczne pieśni op. 10 (Berlin 1907)
  - Litewska rapsodia op. 11 (Warszawa 1909)
  - Smutna opowieść op. 13 (Warszawa 1908)
  - Epizod na maskaradzie op. 14, dokończony i zinstrumentowany przez dyrygenta (Warszawa 1914)
- Karola Szymanowskiego:
  - Uwertura koncertowa op. 12, później przeinstrumentowana wspólnie przez kompozytora i dyrygenta (Warszawa 1906)
  - I Symfonia op. 15 (Warszawa, 1909)
  - II Symfonia op. 19, dedykowana dyrygentowi i przeinstrumentowana przy jego udziale w 1936 (Warszawa, 1911)
  - Pieśni miłosne Hafiza op. 26 (Paryż, 1925)
  - Pieśni księżniczki z bajki op. 33 (Warszawa 1933; sopran – Ewa Bandrowska-Turska)
  - kantata Demeter op. 37 bis (Warszawa, 1931)
  - Stabat Mater op. 53 (Warszawa, 1929)
  - balet Harnasie op. 55 (pierwsze wykonanie koncertowe Kraków 1936; sceniczna prapremiera odbyła się wcześniej)
  - kantata Veni Creator op. 57 (Warszawa, 1930)
  - kantata Litania do Marii Panny op. 59 (1933)
  - IV Symfonia (Symphonie Concertante) op 60, z kompozytorem przy fortepianie (Poznań, 1932)
  - II koncert skrzypcowy op. 61 (Warszawa 1933), na skrzypcach grał Paweł Kochański
- Igora Strawinskiego
  - opera Mavra (Paryż, 1922)
- Grażyny Bacewicz:
  - 3 karykatury (Warszawa 1933)
  - Convoi de joie (Pochód radości, Warszawa 1934)
  - Sinfonietta na orkiestrę smyczkową (Warszawa 1936)
  - I Koncert skrzypcowy (1937)
  - Trzy pieśni do słów arabskich z X wieku (przekład L. Staff) (1938)
  - Koncert na orkiestrę smyczkową (Warszawa 1950)
- Andrzeja Panufnika:
  - Mała uwertura (1937, utwór niezachowany)
- Witolda Lutosławskiego:
  - Wariacje symfoniczne (Warszawa, 1939)
  - I Symfonia (Katowice, 1948)
  - Uwertura smyczkowa (Praga, 1949)
  - Mała suita w wersji na orkiestrę symfoniczną (Warszawa, 1951)
  - Tryptyk śląski (Warszawa, 1951)

### Instrumentacje i kompozycje
Fitelberg, jako zręczny instrumentator, niejednokrotnie pomagał swemu przyjacielowi, Szymanowskiemu, w przełożeniu na orkiestrę symfoniczną jego pomysłów, lub też samodzielnie instrumentował jego utwory:
(w nawiasach podano rok powstania lub zinstrumentowania utworu)
- Uwertura koncertowa op. 12 (1904–1905) została przeinstrumentowana przez przyjaciół wspólnie w latach 1912–1913
- II symfonia op. 19 (1909–1910), dedykowana dyrygentowi – I część została przeinstrumentowana przy udziale kompozytora, drugą Fitelberg przeinstrumentował samodzielnie na jego życzenie (1936)
- Fitelberg samodzielnie również zinstrumentował: Etiudę b-moll op. 4 nr 3, Trzy fragmenty z poematów Kasprowicza op. 5, Nokturn i tarantellę op. 28, Pieśń Roksany z opery Król Roger (op. 46), Cztery tańce polskie oraz pieśni: op. 13 nr 2 i 4, nr 6 z Pieśni miłosnych Hafiza op. 24, Pieśni kurpiowskie op. 58 nr 1, 3, 5, 7, 9.

Także poemat symfoniczny Karłowicza Epizod na maskaradzie op. 14 został przez niego dokończony i częściowo zinstrumentowany po przedwczesnej śmierci kompozytora.
Kompozycję z biegiem lat Fitelberg zarzucił; za warte wzmianki utwory uważał:
- poemat symfoniczny Pieśń o sokole op. 18 według Maksyma Gorkiego (1905),
- II symfonię A-dur op. 20 (1907),
- Rapsodię polską op. 25 (1913),
- II rapsodię (1914) oraz
- obraz muzyczny W głębi morza op. 26 na wielką orkiestrę symfoniczną (1914).

Inne utwory orkiestrowe:
- Koncert skrzypcowy d-moll op. 13 (1902–1903)
- Uwertura op. 14 (1905)
- I Symfonia e-moll op. 16 (1904)
- Uwertura op. 17 (1906)
- poemat symfoniczny Protesilaus i Laodamia op. 24 (1908)

Utwory kameralne:
- Sonata na skrzypce i fortepian a-moll op. 2 (1894, utwór otrzymał nagrodę I.J.Paderewskiego w 1898)
- Trio fortepianowe f-moll op. 10 (1901)
- Romances sans paroles, 2 utwory op. 11 na skrzypce i fortepian: D-dur (1892) i A-dur (1900)
- II Sonata na skrzypce i fortepian F-dur op. 12 (1901)
- Pieśni opp. 19, 21, 22, 23

## Dyskografia
Istnieją dwie płyty CD z utworami Grzegorza Fitelberga: Dzieła wszystkie na skrzypce i fortepian (Acte Préalable AP0207; wyd. 2010) oraz Trio fortepianowe op. 10 i pieśni op. 21 i 22 (Acte Préalable AP0287; wyd. 2013)
Istnieją trzy wydane płyty CD z nagraniami dokonanymi przez Fitelberga:
- Karłowicz – poematy symf.: Powracające fale op. 9, Stanisław i Anna Oświecimowie op. 10 oraz Epizod na maskaradzie op. 14 (PRCD 109),

- Moniuszko Bajka, Noskowski Step op. 66, Fitelberg Pieśń o sokole op. 18, Karłowicz Epizod na maskaradzie op. 14, Lutosławski Mała suita (wersja symfoniczna), Szymanowski: II symfonia op. 19, I koncert skrzypcowy op. 35 (E. Umińska – skrzypce), Cztery fragmenty z baletu Harnasie, Pieśń Roksany z op. Król Roger, Tarantella op. 28 (2 CD, PRCD 184–185); album zdobył Fryderyka 2003 w dziedzinie Album roku muzyka orkiestrowa.

## Ordery i odznaczenia
- Order Sztandaru Pracy I klasy (15 czerwca 1950)[4]
- Krzyż Komandorski z Gwiazdą Orderu Odrodzenia Polski (14 listopada 1947)[5]
- Krzyż Komandorski Orderu Odrodzenia Polski (1947)
- Krzyż Oficerski Orderu Odrodzenia Polski (30 kwietnia 1927)[6][7]
- Złoty Krzyż Zasługi (5 maja 1931)[8]
- Krzyż Komandorski Orderu Feniksa (1938, Grecja)[9]
- Krzyż Komandorski Orderu Korony Rumunii (Rumunia)[10]
- Krzyż Komandorski Orderu Gwiazdy Rumunii (Rumunia)[10]
- Krzyż Komandorski Orderu Korony Włoch (Włochy)
- Krzyż Komandorski Orderu Świętego Sawy (Jugosławia)[10]
- Krzyż Oficerski Orderu Legii Honorowej (Francja)[10]

## Nagrody
- Nagroda Państwowa I stopnia (1951)

## Upamiętnienie
Grażyna Bacewicz poświęciła Fitelbergowi drugą część 3 karykatur na orkiestrę skomponowanych w 1932.
W Katowicach nazwano jego imieniem Radiowy Dom Muzyki oraz dwa konkursy – Ogólnopolski Konkurs Kompozytorski i Międzynarodowy Konkurs Dyrygentów (od 1980). 
Jest też patronem Państwowej Szkoły Muzycznej I i II stopnia w Chorzowie.
W 2004 r., w 125. rocznicę urodzin artysty, z inicjatywy Krzysztofa Szyrszenia – pracującego wówczas w Ambasadzie RP w Rydze polskiego pianisty, tłumacza i animatora polsko-łotewskiej współpracy kulturalnej, zorganizowano na Łotwie szereg imprez poświęconych Fitelbergowi, oraz odsłonięto pamiątkową tablicę w Dyneburgu – mieście urodzenia dyrygenta.

## Anegdoty
Grzegorz Fitelberg jest bohaterem anegdoty, wedle której 6 marca 1953 (dzień po śmierci Stalina i Prokofjewa), po przyjściu na próbę orkiestry (symfonicznej PR w Katowicach) miał wygłosić mowę ku pamięci wielkiego kompozytora i poprosił o minutę ciszy. Następnie zwrócił się do koncertmistrza Władysława Wochniaka: Władziu, czy to prawda, że umarł Stalin?.
Następującą anegdotę o Fitelbergu w swoim "Abecadle Kisiela" podaje Stefan Kisielewski: Pamiętam bardzo śmieszną z nim historię. Mianowicie przeszedł na katolicyzm przed wojną i był szalenie pobożny, chodził w procesjach i tak dalej... [...] Po wojnie został mianowany dyrektorem orkiestry w Katowicach - bezpartyjny oczywiście. Tam był dyrektor administracyjny partyjny i drugi jeszcze sekretarz partii. Kiedyś jechali samochodem w Katowicach i nagle widzą, że procesja idzie do kościoła. Fitelberg mówi: "Proszę zatrzymać auto". Wysiadł, poszedł z tą procesją, poszedł się modlić. A oni się schowali za węgłem, bo się wstydzili. No i potem Fitelberg przychodzi i mówi: "A panowie co? Żydzi?".